# Leo Kneler
Leo Kneler, né le 12 décembre 1902 à Beuthen en Haute-Silésie et mort le 30 octobre 1979 en République démocratique allemande, est un résistant allemand, soldat volontaire de l'armée française de libération Francs-tireurs et partisans - Main-d'œuvre immigrée (FTP-MOI) / Groupe Manouchian, membre du détachement « Stalingrad ».

## Biographie

### Militant communiste
Né en 1902 à Beuthen, une ville de Haute-Silésie sous administration prussienne, Leo Kneler adhère au Parti communiste d'Allemagne en 1925. Alors qu'il exerce la profession de charpentier à Berlin, il est pourchassé par la police et quitte son pays en 1929.
Rentré en Allemagne en 1932, il est arrêté en 1933, puis de nouveau en 1934. Il s'exile alors à Paris.

### Le combat contre le fascisme

#### En Espagne et en Allemagne
De 1936 à 1939, il combat durant la guerre civile espagnole dans les Brigades internationales, au sein de la 11e Brigade.
De retour en France, il est interné au camp de Saint-Cyprien, à celui de Gurs puis au camp du Vernet d'où il s'évade en mars 1941 à la demande du Parti communiste d'Allemagne afin de s’engager comme travailleur volontaire en Allemagne et organiser un réseau de résistance. Il accomplit cette mission dans la Ruhr avec Henri Karayan, qui avait également été interné au Vernet pour ses opinions communistes. Repérés par la Gestapo, ils s'enfuient et regagnent la France.

#### En France
À Paris, Henri Karayan présente Leo Kneler à Missak Manouchian. Entré au premier détachement FTP-MOI en mars 1943, sous le matricule 10 318, Leo prend la fausse identité de Léon Basmadjian,.
À partir de juin 1943, Leo Kneler est intégré dans l’équipe spéciale des FTP-MOI, chargée des actions contre l'occupant et dirigée par Missak Manouchian. En font aussi partie Marcel Rayman Spartaco Fontanot, Celestino Alfonso et Raymond Kojitsky.
Le 28 juillet 1943, l'équipe attaque à la grenade la voiture du général Schaumburg, signataire des affiches placardées dans Paris annonçant l'exécution des résistants. L'action n'a pas le résultat escompté, le dignitaire n'étant pas dans son véhicule ce jour-là.
Le 28 septembre 1943, Rayman, Alfonso et Kneler mènent une nouvelle action : l'attaque par balles contre un officier allemand. Le lendemain, les journaux annoncent la mort du colonel Julius Ritter, adjoint pour la France de Fritz Sauckel, responsable de la mobilisation du Service du travail obligatoire (STO) dans l'Europe occupée par les nazis.
Leo Kneler échappe aux arrestations effectuées par les Brigades spéciales au sein du groupe Manouchian en novembre 1943. Il poursuit le combat pour la libération de la France en Normandie puis à Paris,,.

### Après la guerre
Après la guerre, Leo Kneler retourne à Berlin et termine sa vie en République démocratique allemande, où il meurt le 30 octobre 1979 dans sa 77e année,.

## Décorations
Leo Kneler était titulaire de plusieurs médailles, dont :
- Ordre du Mérite patriotique
- Médaille des combattants contre le fascisme 1933-1945
- Médaille Hans-Beimler
- Médaille du Mérite de la RDA